# Sergei Artemov
Sergei Nikolaevich Artemov (em russo:  Сергей Николаевич Артемов; Uralsk, 25 de dezembro de 1951) é um lógico matemático russo-estadunidense.